# 377 v. Chr.
Portal Geschichte | Portal Biografien | Aktuelle Ereignisse | Jahreskalender | Tagesartikel

◄ |
5. Jahrhundert v. Chr. |
4. Jahrhundert v. Chr. |
3. Jahrhundert v. Chr. |
►

◄ | 390er v. Chr. | 380er v. Chr. | 370er v. Chr. | 360er v. Chr. |
350er v. Chr. |
►

◄◄ | ◄ | 380 v. Chr. | 379 v. Chr. | 378 v. Chr. | 377 v. Chr. |
376 v. Chr. |
375 v. Chr. |
374 v. Chr. |
► |
►►

## Ereignisse
- Lucius Aemilius Mamercinus, Gaius Veturius Crassus Cicurinus, Lucius Quinctius Cincinnatus, Publius Valerius Potitus Poplicola, Servius Sulpicius Rufus (oder Servius Sulpicius Praetextatus) und Gaius Quinctius Cincinnatus werden römische Konsulartribunen.
- Der zweite Attische Seebund wird entgegen dem Königsfrieden von 386 v. Chr. gegründet. Dieser hatte die Autonomie aller griechischen Stadtstaaten vorgesehen.

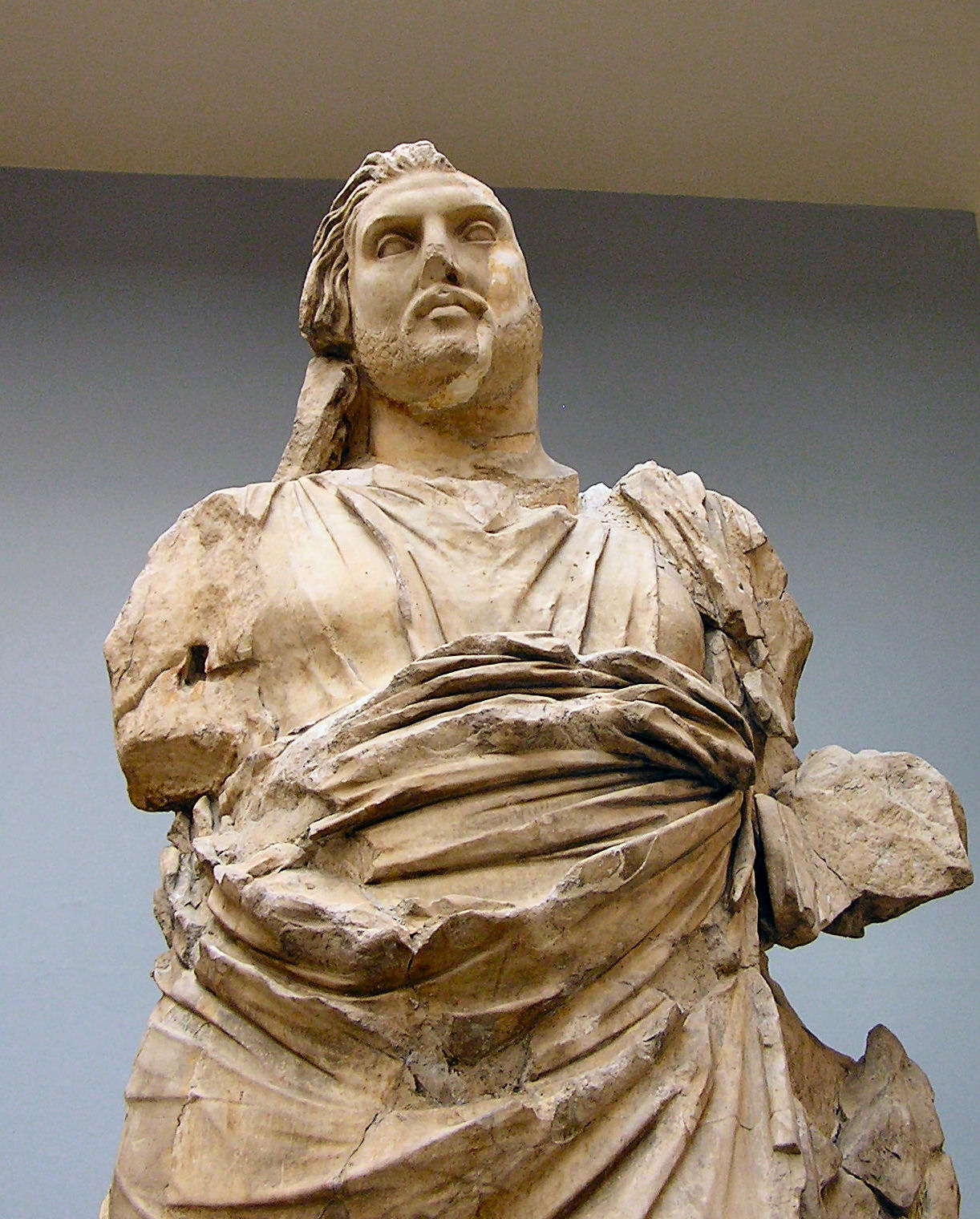
Maussolos

- Maussolos wird persischer Satrap von Karien.